# Ahmed Rami (poeta)
Ahmed Rami (en lengua árabe: أحمد رامي ) también transliterado como Ahmad Ramy (9 de agosto de 1892 – 5 de junio de 1981) fue un escritor, poeta y traductor egipcio. Rami - también conocido como el poeta de la juventud شاعر الشباب  - es célebre, sobre todo, por componer más de la mitad del repertorio de la prestigiosa cantante egipcia Umm Kulthum. Compuso, además, varios textos para el también músico egipcio Mohammed Abdel Wahab. Entre sus obras escritas más destacadas figura su Diwan o poemario (ديوان), así como la traducción al árabe de los Cuartetos escritos en farsi por el poeta persa Omar Jayam. Ahmed Rami pertenece a una generación de poetas egipcios precursores de la poesía árabe como medio de expresión de los sentimientos y emociones interiores del hombre. 

## Biografía

### Primeros años del poeta
Ahmed Rami nació en 1892 en una casa ubicada en distrito Nasiriya en la provincia egipcia de Faiyum. Su padre, descendiente de una familia circasiana, y médico de palacio, desempeñaba su trabajo en los lugares en los que el jediva Abbas II le dictase, lo que propició que Ahmed Rami pasara gran parte de su infancia en la isla griega de Tasos. De hecho, Muhammad Rami, padre del poeta, era hijo del almirante Hussein Bey Al-Kritili, el cual llegó a Egipto en el año 1870 desde la actual Turquía siendo asesinado en la batalla de Kassab en Sudán en el año 1885. De esta manera, el pequeño Rami inició su aprendizaje en el mundo de las lenguas, llegando a tener mayor dominio de griego y turco que de árabe, hasta el punto de olvidarlo prácticamente.  Sin embargo, esto cambió al regresar a Egipto, donde se instaló con sus tíos en el barrio cairota de As-Sayyida Zaynab para comenzar la escuela primaria, mientras su progenitor tuvo que continuar su trabajo en regiones tan distantes de El Cairo como Bahr el-Ghazal en Sudán del Sur.
Ahmed Rami inició su etapa de educación primaria en la Escuela Al Sayeda Aisha terminándola en el Colegio de Al Muhammadiyah de El Cairo en 1907. Posteriormente, comenzó su formación secundaria en la prestigiosa Escuela Khedive. En esta época, empezaría a desarrollar su talento poético asistiendo, semanalmente, a foros dedicados a la poesía. Aunque ya a la edad de 15 años escribió su primer poema patriótico, su primer poema como tal fue publicado en 1910 en la revista Al-Rewaiat Al-Gadida.  Varios años después, comenzó a expresar través de su poesía su respuesta a los acontecimientos políticos acaecidos en su país. Cuando surgió una disputa entre el entonces ministro de Educación Sa’ad Zaghloul y el asesor británico de su ministerio Douglas Dunlop sobre algunas políticas educativas, Rami escribió un poema en el que advertía al asesor británico del resultado de sus políticas. Ahmed permaneció un tiempo en la célebre escuela Khedive con el propósito de prepararse intelectualmente para ingresar en la Escuela Superior de Magisterio. En 1914 se graduó finalmente como maestro. Durante esta época, frecuentaba clubes de poesía y cultura como el Oriental Music Club, en el que conoció a miembros destacados de la literatura egipcia como Abdel Halim El Masri, Ahmed Shawqi, Ahmed Nassim y Hafez Ibrahim, que influirían decisivamente en su poesía.

### Desarrollo de su carrera profesional
Mientras Rami se encontraba en la Escuela Superior de Magisterio se familiarizó con diferentes tipos de literatura árabe e inglesa. Tras su graduación fue nombrado profesor de geografía y lengua inglesa en escuelas secundarias privadas como El Cairo Secondary School en Darb al-Shams (As-Sayeda Zainab), y, con posterioridad, en Saint Mary's Secondary School. En el año 1920, Rami decidió dejar de lado la profesión de maestro para emprender un nuevo proyecto como bibliotecario en la Biblioteca Superior de Maestros. Esta experiencia le sirvió como una gran oportunidad para expandir sus conocimientos sobre la literatura y poesía árabe, inglesa y francesa. Gracias a la consolidación de estos idiomas, le fue más sencillo conseguir el éxito en 1924 en París, en donde obtuvo una beca que le facilitó el estudio de nuevas técnicas bibliotecarias, además de aprender el idioma farsi en el Instituto de Lenguas Orientales. Es digno de mención este momento clave en la vida del poeta, porque le permitiría llevar a cabo la traducción completa al árabe de los Cuartetos del poeta persa Omar Jayam.
A su regreso de París en 1925, emprendió un nuevo empleo como bibliotecario en la Casa Nacional del Libro en Egipto, conocida como Casa del Libro, donde trabajó durante trece años ordenando, verificando, revisando chips y vinculando información. Tras este tiempo, se incorporó en la Sociedad de Naciones en la ciudad suiza de Ginebra, también como bibliotecario, después de que Egipto se adhiriese de manera pública y oficial a la organización. Sin embargo, en el año 1945 volvió a su país natal obteniendo un empleo como asesor en la Casa de Radiodifusión Egipcia. Aunque más tarde se reincorporaría en la institución pública de la Casa Nacional del Libro de Egipto como su vicepresidente, constituyendo así el último empleo en la vida del autor. Durante este tiempo, además del empleo apenas mencionado, colaboraría con la revista al-Hilal entre 1936 y 1954 , creando nuevas obras de teatro y cine.

## Obras y publicaciones del poeta
El Entretenimiento del Amante a través de la Poesía del Amor fue el primer libro que Rami leyó, memorizó y con el que inició su aprendizaje. Se trata de una antología de poesía de amor y cortejo, que desempeñó un gran papel en su vida ya que determinó su carrera hasta su fallecimiento. Como se ha mencionado anteriormente, en 1910 la revista Al-Rewaiat Al-Gadida publicó lo que se considera el primer poema de Ahmed Rami. Ocho años más tarde, Rami publicó su primera colección de poemas: Diwan (ديوان). Fue un acontecimiento literario en aquella época ya que presentó a los lectores árabes un nuevo tipo de poesía.

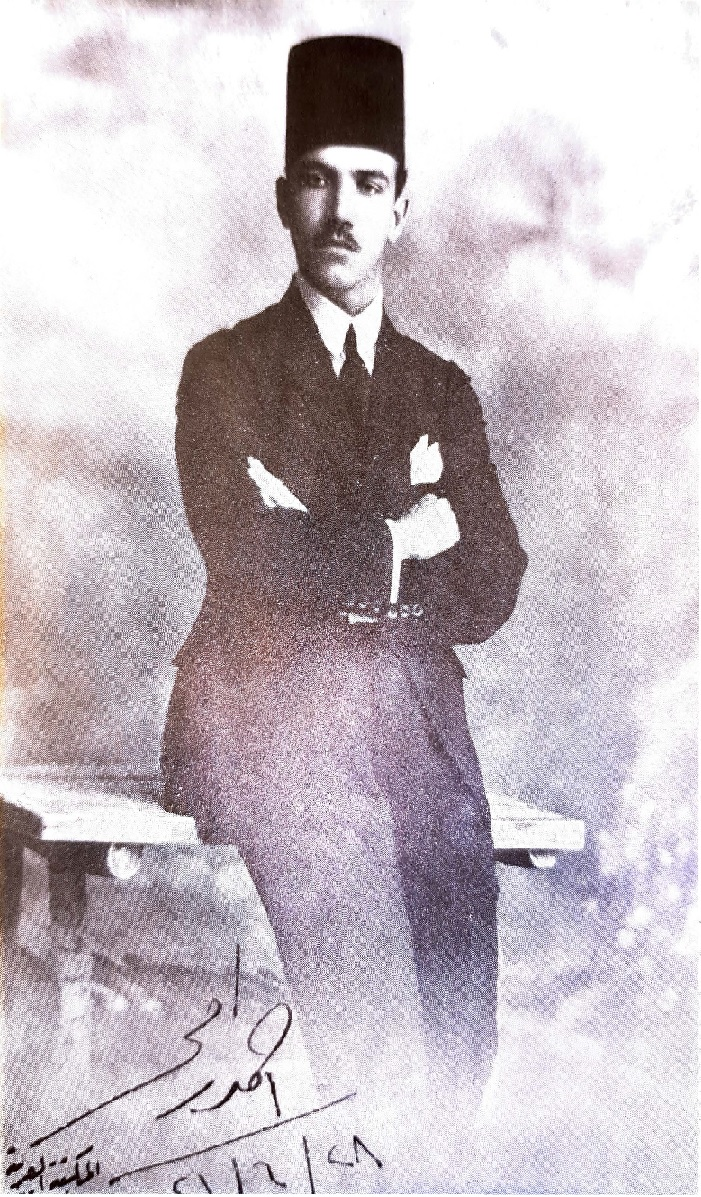
Ahmed Rami en sus años de juventud

Asimismo, sus obras poéticas versan sobre varios temas que abarcan desde cuestiones ligadas a lo emocional hasta lo patriótico, siendo autor de seis colecciones de poesía. Sus poemas representaron un punto de inflexión en la poesía árabe debido a su nuevo estilo en la adaptación de la lengua árabe coloquial.  Su objetivo fue realizar una escritura más al alcance de todos, por lo que dejó de lado el árabe clásico para dar paso al árabe estándar. Uno de sus poemas más célebres es un poema patriótico titulado La Voz de la Patria, interpretado por Umm Kulthum, el cual obtuvo un éxito extraordinario. En cuanto a la literatura dramática, tradujo una quincena de obras inmortales del famoso escritor británico William Shakespeare como Hamlet, Julio César, La Tempestad, entre otras, que fueron representadas en los teatros Yussif Wahbi y Fatma Roshdi. Además, escribió una obra titulada El Amor de los Poetas.
Su trabajo más reconocido, además de las letras que compuso para Umm Kulthum o Mohammed Abdel Wahab es, sin duda, la traducción de los Cuartetos del poeta persa Omar Jayam. Fue la primera vez que se traducía el libro desde la lengua persa, el farsi, hasta la lengua árabe, dejando constancia así de la filosofía de vida de Jayam.
En cuanto a la composición de canciones, escribió más de 300 letras, de las cuales 137 fueron en exclusiva para la artista Umm Kulthum. Su colaboración comenzó en 1924 y su última obra maestra se presentó en 1972. En los últimos años de su vida, se hizo tan conocido por su trabajo como compositor que sus poemas y sus obras de teatro clásicas quedaron prácticamente ignorados para únicamente recordar las letras de sus canciones. Rami escribió las canciones tituladas como La Rosa Blanca y Lágrimas de Amor, y otras canciones famosas como Por qué Callaste mi Lengua y En las Hojas del Árbol Ben de las películas de Mohammad Abdel Wahab.

### Composiciones para Umm Kulthum
Ahmed Rami se convirtió, de igual forma, en un escritor multidisciplinar gracias a Umm Kulthum. Sus composiciones no se limitaron únicamente a canciones, sino que también llegó a escribir óperas y guiones de cine como el que realizó, por ejemplo, para la película Widad. Además de caracterizarse por escribir una poesía romántica,  Rami fue un hombre patriótico y como tal escribió algunos textos para la artista. Estos son algunos ejemplos que engloban tanto composiciones patrióticas como románticas:
نشيد الجامعة (Himno Universitario)
¡Oh juventud del Nilo; oh pilares de la generación! Aquí Egipto te llama. Así que responde a la invitación del noble propósito. 
Edificad la gloria sobre la base del conocimiento; luego, ir en grupos en todas direcciones.
Somos reserva de tiempo para la patria. Todos lo sacrificamos y esperamos su gloria. Oh juventud del Nilo; juntos y altos.
No olvides tus esperanzas y nunca desdeñes. Sacrificar almas por la patria. Todos perecemos, pero nuestro Egipto vivirá. Eso es lo que queda para siempre, para Egipto y para nosotros. 
Somos reserva de tiempo para la patria. Todos lo sacrificamos y esperamos su gloria. Egipto espera la gloria a través de su victoria.  Así que lograd su victoria por los conocimientos y las artes.
Escribe el versículo de su gloria y la memoria de lo eterno. Nuestra gloria está en la industria y la agricultura. Por lo tanto, trabajen duro, y Dios puede guiar a los que trabajan duro.
Nuestra gloria está en el comercio y la construcción. Así que, reúnanse en torno a la honestidad y la certeza. 
Nuestro triunfo está en la justicia y en llevar el mensaje de la victoria de lo justo en el mundo. Así que, apunta alto y espera lo mejor.
La juventud es el paraíso de la esperanza; La vida es un lugar para trabajar duro. Y la fraternidad es el camino a la victoria completa.
صوت الوطن (La Voz de la Patria)
Egipto está siempre en mi mente, en mi boca; Lo amo con toda mi alma y mi sangre. 

Deseo que todos los fieles lo amen y lo aprecien, como yo. Oh compatriotas, ¿quién lo quiere tanto como yo? 

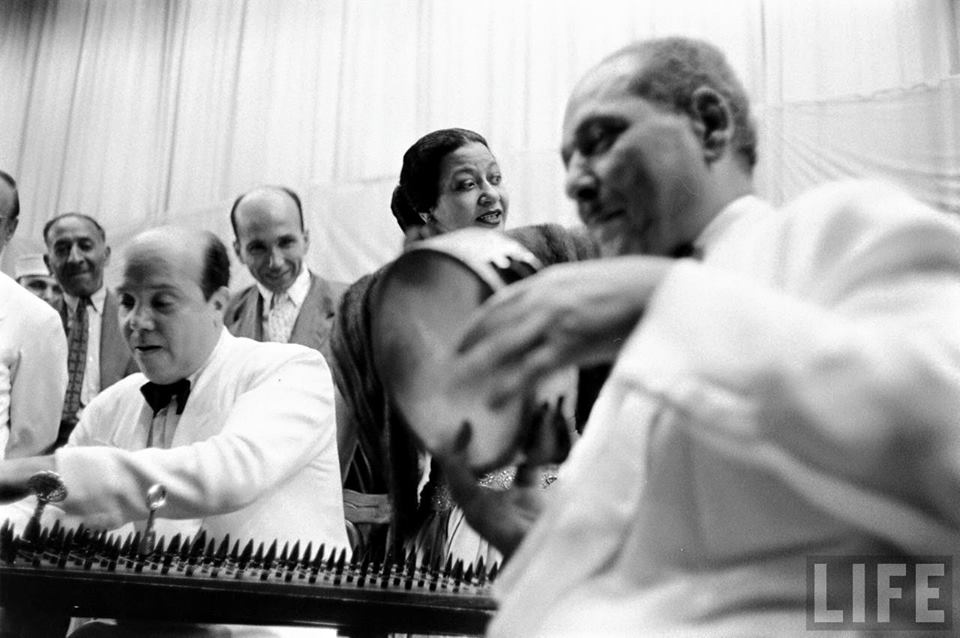
Umm Kulthum y su orquesta, que eran los que musicalizaban los poemas de Ahmed Rami.

La amamos y sacrificamos lo más querido de nuestra vida y esfuerzo por ella. 
Vivir con dignidad bajo su bandera y será gloriosa entre las naciones.
La amo por su rica sombra entre verdes prados y palmeras.
¡Qué verdes, doradas y plateadas son sus plantas!
Qué hermoso es su Nilo cuando corre orgulloso entre las colinas.
Oh compatriotas, ¿a quién le gusta tanto como a mí?
Lo amamos y sacrificamos por él el más claro de nuestros alimentos y necesidades.  
Nunca escatimamos su agua para un sediento y alimentar cada boca de su prosperidad.  
Le amo por la noble actitud de su pueblo y su ejército. 
Reclama el derecho a la vida para todos los que viven en su tierra.
Se rebela contra los tiranos, reclamando sus derechos.
Su gloriosa historia reclama la aniquilación de la opresión.
Oh compatriotas, ¿a quién le gusta tanto como a mí?
La amamos y sacrificamos por ella lo más querido de nuestra paciencia y voluntad.
Defiéndela y defiende a quien se refugia en su tierra para que viva y sea sano.
Oh, Egipto, oh cuna de la prosperidad
¡oh lugar del Arcángel Gabriel!
Siempre mantendremos nuestra promesa de apoyar el bien. 
على بلد المحبوب (Hacia el País de los Amados)
Llévame a la ciudad del amado.
El anhelo ha aumentado y la separación duele.
Querida, tienes mi corazón contigo
y se queda despierto toda la noche pensando en ti.
Mis ojos anhelan verte;
Me quejo y tú me consuelas
Oh tú que cabalgas por el Nilo,
tengo un amigo en El Cairo
y por amarlo, no puedo dormir la noche.
Entonces, llévame a la ciudad del amado.
ميلاد الملك (El Cumpleaños del Rey)
Oh, Egipto, recoge flores de esperanza en el cumpleaños del rey.
Felicítalo y grita: "El pueblo de Egipto se sacrifica por ti".
Las bendiciones brillaron cuando un llamador anunció: "Faruq ha tomado el mando".
Le llegaron buenas noticias cuando se bendijo con una luna brillante ondeando en horizontes gloriosos, con un hermoso rostro.
De esta luna, las noches obtuvieron el planeta brillante del reino. Un rostro que despierta la esperanza en las almas.
Vive en paz, Egipto, en su refugio. Su voluntad exige un espíritu de trabajo.
Permanece, Egipto, junto a sus pasos. 
Oh, rey feliz y lanzador de una nueva era, vive largo tiempo en la seguridad de Egipto para que el valle permanezca feliz y la vida florezca.
Mantén la bandera en alto por la patria para que el pueblo tenga su esperanza hecha realidad.
Tu trono está en los corazones y es firme y estable.
Tienes el valle fértil y es sincero y honesto.
Así que, disfruta de la era que viene y sonríe para que el futuro te devuelva la sonrisa.
Que viva tu alto lugar y que Dios provea tu refugio.

## Distinciones
El escritor Ahmed Rami obtuvo un amplio reconocimiento tanto árabe como internacional. Fue galardonado en su propio país, Egipto, al recibir el Premio Estatal de Literatura en 1965 y, dos años más tarde, el Premio de Reconocimiento Estatal en 1967. Fue asimismo condecorado con la Orden de las Artes y las Ciencias. Por otra parte, en Marruecos, el rey Hassan II le otorgó personalmente la Orden de Competencia Intelectual de la Clase Excelente. También fue elegido presidente de la Sociedad de Compositores y recibió la Medalla de Inmortalidad Artística de la Academia Francesa de las Artes, además de una prestigiosa orden del mérito libanesa. Unos años antes de su fallecimiento, fue galardonado por el difunto presidente egipcio Mohammed Anwar al-Sadat, con un título honorífico de Doctor en Artes.

## Vida personal

### Relación con Umm Kulthum
Si por algo se caracterizó la vida profesional y personal de Ahmed Rami fue por su relación con la célebre artista egipcia Umm Kulthum. Se conocieron en 1924, tras el regreso de París de Rami. Ella que, por aquel entonces, vestida de hombre beduino, cantaba Fatiha (el primer capítulo del Corán) en el escenario de un pueblo situado en el delta del Nilo, entonaría más adelante, uno de los poemas escritos por el joven poeta Ahmed Rami. Al reconocer sus versos, Rami (junto a su amigo Mohammed Abdel Wahab) fue a conocer al chico beduino. Su sorpresa fue mayúscula al descubrir que debajo de esa pesada vestimenta masculina se escondía una mujer, que poco a poco se transformaría en la famosa diva Umm Kulthum.
Desde aquel momento, Rami, se convirtió en su mentor: comenzó a visitarla asiduamente, prestándole libros y favoreciendo que la artista memorizara poesía y aprendiera algunos de los principios básicos de su construcción. Ulteriormente, crearía composiciones basadas en sus sentimientos por ella. Cabe señalar que Umm Kulthum fue una de las mayores inspiraciones del poeta, que acabaría escribiendo las letras de más de la mitad de su vasto repertorio musical. Por ello, cuando la cantante falleció, Ahmed Rami decidió retirarse.